# 헨뤼 에릭손
크누트 헨뤼 에릭손(스웨덴어: Knut Henry Eriksson, 1920년 1월 23일 ~ 2000년 1월 8일)은 스웨덴의 중거리 육상 선수로 1948년 런던 올림픽 1500m 금메달리스트이다.
그의 모든 육상 경력을 통하여 에릭손은 런던 올림픽을 제외하고는 그의 동료 선수 레나르트 스트란드에 의하여 그늘지고 말았다
1946년 오슬로에서 열린 유럽 선수권 대회에 첫 국제 데뷔하여 1500m에서 스트란드에게 밀려 2위를 하였다. 다음 해 7월 15일 말뫼에서 열린 국내 선수권 대회에서 에릭손과 스트란드는 1500m에서 가장 가까이 달리면서 스트란드가 세계 신기록 3분 43.0초로 우승하였다.
런던에서 1500m의 금메달 우승 후보는 스트란드, 에릭손과 동료 예스타 베리크비스트였다. 폭우가 내리면서 흠뻑 젖은 트랙에서 열린 경주에서 1km를 넘은 후 에릭손과 스트란드는 속력을 내면서 필드의 나머지를 쓸었다. 400m가 남으면서 그들은 네덜란드의 빔 슬레이크하위스를 앞섰다. 마지막 커브가 나타나면서 스트란드가 에릭손을 지나려 했으나 잡히지 않았다. 에릭손은 3분 49.8초로 우승을 거두었다.
스톡홀름에서 열린 1956년 하계 올림픽 승마 대회에서 성화 주자들 중의 하나였다.
80세의 생일을 15일 앞둔 채, 예블레에서 사망하였다.